# Macunaíma (poeta)
Atilio Duncan Pérez Da Cunha, conocido como Macunaíma (Montevideo, 16 de julio de 1951-b., 5 de junio de 2020), fue un poeta, periodista, publicitario, letrista de canciones y docente uruguayo. Su seudónimo como escritor es una referencia al protagonista de la novela Macunaíma: O herói sem nenhum caráter, escrita en 1928 por el brasileño Mário de Andrade.

## Biografía
En su actividad como periodista colaboró con los periódicos El Popular, Cinco Días, La Hora, Sincensura, El Dedo, El Pasquín, El Carlanco y Guambia. Trabajó también en calidad de corresponsal para la revista Pelo, El Expreso Imaginario y otras revistas de rock de Argentina. Además ha sido realizador de varios programas de radio, como El Faroy Otro rollo, ambos en Emisora del Sur.
En calidad de poeta, ha escrito cuatro libros de poemas y un disco que contiene poemas y canciones del autor.
En 2008 publicó un libro llamado La publicidad es puro cuento que recoge relatos de publicitarios a raíz de un concurso del Círculo Uruguayo de la Publicidad.[cita requerida]
Enfermo de cáncer, falleció el 5 de junio de 2020 a los sesenta y ocho años.

## Obras
- Derrumbado, nocturno y desván (Ediciones Shera, 1976)
- Los caballos perdidos (Libros de Granaldea, 1980)
- Fantasmas en la máquina (Ediciones de Uno, 1986)
- La bufanda del aviador (Ediciones de la Banda Oriental, 2008)
- La publicidad es puro cuento (Editorial Fin de Siglo, 2008)
- Ontheroadagain - Proyecto Ferlinghetti II (Ediciones de la Banda Oriental, 2017)

## Discografía
- Candombe en la cocina (con Bogalle)
- Los caballos perdidos (con Leo Masliah)
- Dylan (con Eduardo Darnauchans)
- Don sin nada (con Yabor)
- Pájaro botella (con Jorge Do Prado)
- Lucía Febrero (con Satragni)

## Participación cinematográfica
En el año 1998 participó como invitado en el film El chevrolé, junto a Jorge Esmoris, Tabaré Rivero, Hugo Fatoruso, Ruben Rada y Leo Masliah, entre otros.